# たにんどんぶり
『たにんどんぶり』はあかねるつの小説、およびそれを原作としたテレビドラマ。1995年2月、講談社のわくわくライブラリーより発売。

## あらすじ
名古屋市内にあるアパート「あけぼの荘」で暮らす花岡恵子はある日、隣室に住む少年・康平が自室に侵入し、夕食のカレーをつまみ食いをしているところを目撃。康平は、母親が蒸発したために家に置き去りにされていた。恵子自身も幼少時に親に捨てられ養護施設で育った過去があり、康平をあずかり同居することになる。

## テレビドラマ
1996年6月10日から7月4日までNHKのドラマ新銀河で放送された。

### キャスト
花岡恵子
演 - 水野真紀
大沢康平
演 - 吉田小まめ
中川竜二
演 - 毛利賢一
柳本治
演 - 渡瀬恒彦
康平の母
演 - 石野真子
田口昇
演 - 森本レオ
秋山直樹
演 - 川野太郎
橋本光江
演 - 中村加奈子
居酒屋「津軽」の常連客
演 - 斎藤洋介、あき竹城、竹田高利他

### スタッフ
- 脚本 - 倉沢左知代[1]
- 音楽 - 坂田晃一[1]
- 主題歌 - 吉岡忍「いつか逢いたい」[1]
- 制作統括 - 加藤邦英[1]
- 演出 - 門脇正美[1]、高橋直治[1]
- 美術 - 矢野隆士[1]
- 技術 - 伊藤茂幸[1]、酒向公樹[1]
- 音響効果 - 滝川雅己[1]、太田岳二[1]、松島茂[1]
- 制作 - NHK（NHK名古屋放送局）